# John Thorold, 9. Baronet
Sir John Thorold, 9. Baronet (* 18. Dezember 1734; † 25. Februar 1815) war ein britischer Adliger und Politiker.
John Thorold war der älteste Sohn von Sir John Thorold, 8. Baronet (1703–1775), aus dessen Ehe mit Elizabeth Ayton († um 1779). Er besuchte das Hertford College der Universität Oxford.
Am 18. März 1771 heiratete er Jane Hayford, Erbtochter des Millington Hayford, Gutsherr von Oxton Hall in Nottinghamshire und Millington Hall in Cheshire. Aus der Ehe gingen drei Söhne und eine Tochter hervor:
- Sir John Hayford Thorold, 10. Baronet (1773–1831), ⚭ (1) 1811 Mary Kent, ⚭ (2) 1830 Mary Anne Cary;
- Rev. George Thorold (1776–1823), anglikanischer Pfarrer, ⚭ 1804 Elizabeth Baugh;
- Rev. Edward Thorold (1779–1836), anglikanischer Pfarrer, ⚭ 1809 Mary Wilson;
- Jane Thorold (um 1784–1861), ⚭ 1861 Charles Thorold Wood († vor 1861), Gutsherr von Thoresby in Lincolnshire, Captain der Royal Horse Guards.

Beim Tod seines Vaters am 5. Juni 1775 erbte er dessen Ländereien sowie dessen 1642 in der Baronetage of England geschaffenen Adelstitel als 9. Baronet, of Marston in the County of Lincoln. 1779 wurde er im Zuge einer Nachwahl als Knight of the Shire für Lincolnshire in das House of Commons gewählt. Thorold gehörte diesem bis 1796 an und stimmte gewöhnlich mit der Opposition.
Die von im Amerikanischen Unabhängigkeitskrieg vertriebenen Loyalisten gegründete Kleinstadt Thorold in Ontario ist nach ihm benannt, in Anerkennung seines politischen Engagements für koloniale Fragen und des Umstands, dass er gegen den Krieg mit den Dreizehn Kolonien gestimmt hatte.